# ケーニッヒウルフ
ケーニッヒウルフ (KÖNIG WOLF) は、玩具メーカートミー（現タカラトミー）より販売されている『ゾイド』シリーズのひとつ。また、その背景設定に登場する架空の兵器。同シリーズの第2期から登場した。本項では強化機のヘビーアームズケーニッヒウルフなど機体バリエーションの概要も記載。

## 設定解説
| ケーニッヒウルフ KÖNIG WOLF | ケーニッヒウルフ KÖNIG WOLF |
| --------------------------- | --- |
| 番号                        | RZ-053 |
| 所属                        | ヘリック共和国 |
| 分類                        | オオカミ型 |
| 全長                        | 21.24m |
| 全高                        | 8.64m |
| 重量                        | 90.5t |
| 最高速度                    | 290.0km/h |
| 乗員人数                    | 1名 |
| 主な搭乗者                  | スティヴ・ボーン(バトルストーリー、ZBCG) クーゴ（ZOIDS惑星Zi） バックス(ZOIDS Web Comic) アルマ（SAGA FUZORS）                                 |
| 武装                        | エレクトロンバイトファング エレクトロンストライククロー×4 ヘッドギア（暗視カメラ・精密射撃用デュアルスコープ） 2連装マルチディスチャージャー×2 |
| 必殺技                      | エレクトリックファンガー |

「王狼」の名を持つヘリック共和国軍のオオカミ型ゾイド。コマンドウルフの後継機となる。また、開発ベースとなったのは中央大陸産よりも巨大な西方大陸産のオオカミ型野生体となる。
開発経緯の設定としては、西方大陸戦争においてコマンドウルフが、激化する戦闘と新型の強力ゾイドの登場に旧世代機と化しつつあったことから後継機開発がはじまり、その一つであったシャドーフォックスは高い基本性能を実現しつつもベース野生体の個体数の少なさから本格的な量産には不向きであったことや、帝国からのライガーゼロ奪取後にCASをコマンドウルフにも転用すべく立ち上げられた開発計画がコマンドウルフの機体完成度の高さゆえに設計段階で最新の拡張システムを対応させることができなかったことから、コマンドウルフの後継機開発は一時凍結され、その後に遺跡調査隊によって西方大陸産の巨大オオカミ型野生体が発見・捕獲されたことからケーニッヒウルフの開発が進行したとするもの、ライガーゼロがその性能こそ高く評価されたものの、野生体確保の観点とCASの採用からブレードライガーの3倍以上というコスト高を招いていたことから、それに代わる量産機としてこのケーニッヒウルフが開発されたとするものが存在する。
完成したケーニッヒウルフはCASこそオミットされたものの、野生体本来の生命力を尊重した機体構成は引き継がれ、パワー・機動力でゼロに匹敵する性能を獲得。共和国の高速ゾイドではシャドーフォックスに次いで最も優れるステルス性能評価となっている。
暗黒大陸侵攻作戦の繰上げにより基本構造やコンバットシステムはコマンドウルフから流用することとなり、そのため有り余るパワーが機体の異常加熱を引き起こす危険性が露呈したものの、これは冷却用ファンを背部に装着することで対処された。現時点でも充分な戦闘力を発揮するが、基本構造やシステムを見直し本来の巨体に合わせ再設計すれば、さらなる性能向上が望める機体とされる。

### 武装・装備
エレクトロンバイトファング
口部に装備される電磁波の牙。敵の装甲を噛砕し、さらに内部回路をも破壊可能。
最大の攻撃として、機体の全電磁エネルギーをこの牙に集中して敵を噛み砕く必殺技「エレクトリックファンガー」を持つ。ただし、この攻撃は高い威力を持つものの、冷却ファンをもってしてもオーバーヒートによる一時的な機能停止に陥る恐れがあるため多用はできない。
エレクトロンストライククロー
四肢に装備された電磁波の爪。ノーマル状態の主兵装。
ヘッドギア
頭部に装備された展開式のヘッドギア。コクピットの安全性を高めるとともに、暗視カメラや赤外線スコープといった最新鋭装備を内蔵、光学迷彩機を捕捉可能としており、通称「ステルスキラー」と呼ばれる。
また本体に火器は搭載されていないが、スコープと連動するオプション兵装としてデュアルスナイパーライフルとAZ5連装ミサイルポッドが用意された。
2連装マルチディスチャージャー
腰部に装備されており、敵のレーダー機能を攪乱可能。煙幕とチャフを同時に射出できる

## キット

### トミー版
製品は単四電池2本を使用する。動力部には減速機構に従来の多段平歯車に替えてウォームギアとプロペラシャフトを用いることで高さを抑えた構造で、このユニットは後にレイズタイガー、ブラストルタイガー、ムラサメライガーなどに採用されている。連動ギミックは脚の内側のプレートと、背部冷却ファン。手動ギミックは、頭部コクピット、頭部・頚部・尻尾の上下動、爪、ヘッドギア、マルチディスチャージャー。
RZ-053 ケーニッヒウルフ
後述のアサルトケーニッヒウルフを再現するためには別売りのカスタマイズパーツを用意しなければならない。カスタマイズパーツのショルダーミサイルポッドは、ショルダーアーマーをまるまる付け替えて装備する。
ヘビーアームズケーニッヒウルフ
成型色を白から青に変更したケーニッヒウルフおよびカスタマイズパーツCP-22 デュアルスナイパーライフル、CP-23 AZ5連装ミサイルポッドセットを同梱したキット。2003年8月30日、ネット通販サイト「ゾイドコア・ドットコム」にて限定発売された。
FZ-002 ケーニッヒウルフMk-II
成型色を白からメタリックカラーの銅色に変更したケーニッヒウルフおよびカスタマイズパーツCP-22 デュアルスナイパーライフル、CP-23 AZ5連装ミサイルポッドセット、新規シールを同梱したキット。2004年9月ごろに発売された。

### HMM（ハイエンドマスターモデル）シリーズ
RZ-053 ケーニッヒウルフ
2023年7月発売。シリーズ第56弾。ロールジョイントを採用している。
RZ-053 ヘビーアームズケーニッヒウルフ
2023年8月発売。コトブキヤショップ限定販売。成型色を変更したケーニッヒウルフとデュアルスナイパーライフル&AZ5連装ミサイルポッドのセット。コックピットは単座と複座が選択可能。

## 作中での活躍

### バトルストーリー
『ゾイド公式ファンブック』(小学館)
『ゾイド公式ファンブック4』において登場。プロイツェンの陰謀によって激戦が繰り広げられたヴァーヌ平野～セスリムニルの戦いにおいて、共和国軍・ガイロス帝国軍双方の交戦を制止するため現れたゾイドの中にケーニッヒウルフが確認できる。それ以外の場面では、主にアサルトケーニッヒウルフが活躍した。
『ゾイドオフィシャルファンブック・エクストラ』(トミー)
ZAC2105年秋のネオゼネバス帝国時代にはスティブ・ボーン少尉の機体が、共和国軍秘密基地の警備に当たっていたものの、基地に迫るスパイナーには敵わないとして戦うこと無く乗り捨てられている。

### 漫画
『ZOIDS惑星Zi』では主人公・クーゴの乗機として登場。非常に気性が荒いが、クーゴと出会い愛機となる。グゥのライガーゼロイクスを打ち倒し、ダークスパイナーのジャミングウェーブに耐えるなど、高い能力を持つが、キメラブロックスとの戦いで自爆してしまう。
『ZOIDS Web Comic バックスVSマヤ編』では主人公バックスの機体として活躍。マヤ・ベルケットの駆るライガーゼロイクスやプロイツェンの刺客であるダークスパイナーと交戦した。

### てれびくん掲載ストーリー
グランチャー複数機のジャミングによって身動きを封じられるも、ガンブラスターの支援砲撃を受け脱出。グランチャーを撃破していった。

## 登場ゲーム
『ZOIDS2 ヘリック共和国VSガイロス帝国』で初登場。装備を付属させてアサルトケーニッヒ仕様となり、はじめからスキルで「行動予測」が入っていて、本機のヘッドギア装備特性が活かされた。
『ZOIDS SAGA FUZORS』では、『ゾイドVS.III』よりのゲストキャラクター・アルマの乗機として登場する。
『ゾイドインフィニティ』にも出演。このゲームではマルチディスチャージャーから放電煙幕を出す技もある。
『サイバードライブゾイド 機獣の戦士ヒュウ』ではファイヤーヴォルフと呼称される赤色のケーニッヒウルフが登場する。

## 玩具宣伝
2001年の店頭用PV「ZOIDS The IRON BIBLE」では、マッドサンダー、スナイプマスター、ライガーゼロイクス、バーサークフューラー、ダークスパイナーとフルCGバトル作品で主役格として出演。帝国側3機と交戦した。
このPVではデュアルスナイパーライフルのカラーリングがCP版とは異なるほか、マシンガンのように使用する描写が見られた。

## バリエーション

### アサルトケーニッヒウルフ
| アサルトケーニッヒウルフ | アサルトケーニッヒウルフ |
| ------------------------ | --- |
| 番号                     | RZ-053AK |
| 所属                     | ヘリック共和国 |
| 分類                     | オオカミ型 |
| 全長                     | 21.2m |
| 全高                     | 11.1m |
| 重量                     | 120.0t |
| 最高速度                 | 不明 |
| 乗員人数                 | 1名 |
| 主な搭乗者               | ロブ・ハーマン中佐（バトルストーリー） バックス・スラスト(ZOIDS WEB COMIC) |
| 武装                     | エレクトロンバイトファング エレクトロンストライククロー×4 ヘッドギア（暗視カメラ・精密射撃用デュアルスコープ） 2連装マルチディスチャージャー×2 デュアルスナイパーライフル AZ5連装ミサイルポッド×4 |

RZ-053ケーニッヒウルフにCP-22 デュアルスナイパーライフル、CP-23 AZ5連装ミサイルポッドセットを装備した形態。
この呼称は2002年に店頭配布された小冊子「ゾイドグラフィックスVol.02」より。「ゾイドバトルカードゲーム」登場時の呼称は「アサルトケーニッヒ」、ゲーム「ZOIDS SAGA 2」登場時は「ケーニッヒウルフDSR」と表記揺れが見られる。ゲーム『ZOIDS2 ヘリック共和国VSガイロス帝国』では「ケーニッヒウルフスナイパー」の呼称で登場し、ミサイルポッドが片側側面のみの装備であった。
武装
デュアルスナイパーライフル
背部の装備。ケーニッヒウルフ本体のスコープと連動することによって精密射撃が可能となり、ガンスナイパーに搭載されたものを凌ぐ破壊力と射程を誇る。しかしながら、その反動ゆえ多用はできない。
折り畳み式となっており、使用時は展開する。
AZ5連装ミサイルポッド
前脚肩部に装備する。精密射撃用スコープを利用し複数の敵を攻撃することが可能。
この兵装の装着のために前脚肩部装甲も変更することとなるが、分厚さが増すため防御力も向上する結果となった。
作中の活躍
ZAC2101年9月、暗黒大陸ニクスに上陸した共和国軍ハーマン中佐が、ガイロス帝国軍シュバルツ中佐との会談中に鉄竜騎兵団の襲撃を受けた際に搭乗。シュバルツ暗殺を狙うライガーゼロイクスと戦う。この戦いで初確認されたイクスの光学迷彩をも見破る性能を実証したが、既に接近していたイクスの高速機動を捉えきれず、建造中のマッドサンダーに気を取られた隙を衝いて撃破に成功する。
同年10月、セスリムニル市の戦いではオーガノイドシステムで復活したデスザウラーとマッドサンダーが激突する中、デスザウラーの気を引いて、苦戦するマッドサンダーを煙幕を展張して援護した。
同年11月。プロイツェンの反乱時にもガイロス帝国軍と共闘して、ヴァルハラでPK（プロイツェンナイツ）師団と激突した。
同年12月のネオゼネバス帝国による中央大陸上陸作戦では、ダークスパイナーのジャミングウェーブによって、他のゾイドたちと同様になす術もなく敗れ去った。

### ヘビーアームズケーニッヒウルフ
| ヘビーアームズケーニッヒウルフ HEAVY ARMS KÖNIG WOLF | ヘビーアームズケーニッヒウルフ HEAVY ARMS KÖNIG WOLF |
| ---------------------------------------------------- | --- |
| 番号                                                 | RZ-53HA EST-02 |
| 所属                                                 | ヘリック共和国 |
| 分類                                                 | オオカミ型 |
| 全長                                                 | 21.24m |
| 全高                                                 | 11.1m |
| 重量                                                 | 120.0t |
| 最高速度                                             | 260km/h |
| 乗員人数                                             | 1名 |
| 主な搭乗者                                           | バックス・スラスト |
| 武装                                                 | エレクトロンバイトファング エレクトロンストライククロー×4 ヘッドギア（暗視カメラ・精密射撃用デュアルスコープ） 2連装マルチディスチャージャー×2 デュアルスナイパーライフル AZ5連装ミサイルポッド×4 |

アサルトケーニッヒウルフと同様の装備の機体で、特殊工作師団の奇襲攻撃隊所属。夜間戦闘を想定し、カラーリングは白系統から青系統に変更されている。ゾイドバトルストーリーにおいてはガイロス帝国帝都ヴァルハラにおける戦闘でその姿が確認できる。
初出はこのキット付属のDVD『ZOIDS妄想戦記特別編』。こちらでは、青い塗装は通電することによって一時的にアンチジャミングウェーブを発生させる簡易的な耐ジャミングウェーブ用装備となっている。ただしデザートライガーほど高度なシステムではなく、3分程度しかもたない。武装強化による重量の増加に伴い足回りが強化され、ノーマル機と変わらない運動性が確保されているとされるが、最高速度はノーマル機の290km/hに対し260km/hと30km/h落ちている。『ZOIDS妄想戦記特別編』劇中には、頭部装甲をキャノピー式にした複座機も登場している。

### ケーニッヒウルフMk-II
| ケーニッヒウルフMk-II KÖNIG WOLF Mk-II | ケーニッヒウルフMk-II KÖNIG WOLF Mk-II |
| -------------------------------------- | --- |
| 番号                                   | FZ-002 |
| 所属                                   | チーム・マッハストーム（フューザーズ） ディガルド討伐軍（ジェネシス） |
| 分類                                   | オオカミ型 |
| 全長                                   | 23.7m |
| 全高                                   | 10m |
| 重量                                   | 105.6t |
| 最高速度                               | 279.0km/h |
| 乗員人数                               | 1名 |
| 主な搭乗者                             | エミー（フューザーズ） ダンブル（ジェネシス） |
| 武装                                   | エレクトロンバイトファング エレクトロンストライククロー×4 ヘッドギア（暗視カメラ・精密射撃用デュアルスコープ） 2連装マルチディスチャージャー×2 デュアルスナイパーライフル AZ5連装ミサイルポッド×4 |

格闘能力に優れたケーニッヒウルフにデュアルスナイパーライフルとミサイルポッドを装備し、砲撃戦にも対応させた機体。精密射撃用スコープを駆使し、精度の高い狙撃が可能となっている。作中では主にメタリックの銅色を基調にした機体が登場。アニメ『ゾイドフューザーズ』ではチーム・マッハストームのエミー、『ゾイドジェネシス』ではディガルド討伐軍のダンブルが搭乗。エミーの機体は、デュアルスナイパーライフルをマシンガンの如く連射可能であった。
作中の活躍
ゾイドフューザーズ
チームマッハストームのエミー専用機として登場。エミーの元相棒のキッドからは旧式機扱いされ見限られるなど活躍にはあまり恵まれなかったが、最後まで戦い抜いている。
ゾイドジェネシス
ディガルド討伐軍のダンブル専用機として登場。老練の操縦技術から繰り出される精密射撃でめざましい活躍を見せた。また、アニメオリジナルの戦法として、二つ折り式のロングレンジライフルを急展開させて、ジャンプして突進する敵へのカウンター打撃武器として使用するシーンもあった。

### ウイングウルフ
FZ-002ケーニッヒウルフMk-IIに掲載されたユニゾンバリエーション。デュアルスナイパーライフルを取り外したFZ-002ケーニッヒウルフMk-IIの背部にファイヤーフェニックスが合体する。

### ファイヤーヴォルフ
| フォイヤーヴォルフ | フォイヤーヴォルフ                   |
| ------------------ | ------------------------------------ |
| 分類               | オオカミ型                           |
| 全長               | 21.24m                               |
| 全高               | 8.64m                                |
| 重量               | 90.5t                                |
| 最高速度           | 290.0km/h                            |
| 主な搭乗者         | ヴォルフガング・フォイアーシュタイン |

ゲーム「サイバードライブゾイド 機獣の戦士ヒュウ」に登場した機体。ヴォルフガング・フォイアーシュタインの乗機であり、装甲部が赤色のアサルトケーニッヒウルフ。

### アーマードウルフ
| アーマードウルフ | アーマードウルフ |
| ---------------- | ---------------- |
| 全長             | 23.10m           |
| 全高             | 10.58m           |
| 重量             | 148t             |
| 最高速度         | 255km/h          |

『小学三年生』2002年2月号、『小学四年生』2002年2月号に掲載された改造ケーニッヒウルフ。パンツァーユニットやシュナイダーユニットのパーツが増設され、機体色は青となっている。

### ニンジャウルフ
| ニンジャウルフ | ニンジャウルフ |
| -------------- | -------------- |
| 全長           | 23.56m         |
| 全高           | 8.64m          |
| 重量           | 131t           |
| 最高速度       | 318km/h        |

『小学五年生』2002年1月号に掲載された改造ケーニッヒウルフ。マルチディスチャージャー部がポッドに変更され、そこからネット砲を発射可能。尻尾部にはスピノサパーのレーザーエクスカベイターを改造したスクリューが取り付けられ、水中行動も可能となっている。機体色は青。
『小学六年生』2002年1月号にも掲載されるが、こちらでの呼称は「アサシンウルフ」となる。口部には「ブレッシングアロー」と呼ばれる吹き矢状の装備を搭載可能としている。

### コマンドウルフMk=II
電撃ホビーマガジン2002年1月号「SMACK ZOIDS」掲載。ケーニッヒウルフ没稿の一つ。コマンドウルフの性能を極限まで引き出すべく設計された機体であるが、ライトニングサイクスの性能には及ばない。
中央大陸のオオカミ型ゾイドをベースにした機体の限界点とされる。

### パワードウルフ
電撃ホビーマガジン2002年1月号「SMACK ZOIDS」掲載。ケーニッヒウルフ没稿の一つ。Mk-IIのコンセプトを推し進めた機体。尾部にはシャドーフォックスを思わせる開閉式ミサイルランチャーを持つ。
バックパックにレーザーキャノン併設の大型のブレードソードを装備するなど武装面の強化が図られたが、格闘性能の高さゆえ用途が限定される機体となってしまった。

### アトロシャスウルフ
電撃ホビーマガジン2002年1月号「SMACK ZOIDS」掲載。ケーニッヒウルフ没稿の一つ。パワードをさらに進化させた機体で、コマンドウルフの持つ汎用性を損なわないよう設計が行われた。モード切替により前足肩部装甲とバックパックが変形し3つの頭、3つの尻尾を有するケルベロススタイルへと可変するが、中央大陸産オオカミ型ゾイドがこの変則的なシステムに耐え得るキャパシティを持たなかったことから開発は見送られた。

### プロトウルフ(ウエスト)
電撃ホビーマガジン2002年1月号「SMACK ZOIDS」掲載。ケーニッヒウルフ没稿の一つ。西方大陸に住むオオカミ型ゾイドをベースとした初期機体。この機体の誕生によってコマンドウルフの後継機開発計画は大きく前進した。
CAS対応型高速戦闘用ゾイドの開発ベースのためのデータ採取に活用されたという。

### ラビドリーウルフ
電撃ホビーマガジン2002年1月号「SMACK ZOIDS」掲載。プロトウルフをより実戦向けに再開発した機体。ほぼ完成型のケーニッヒウルフに近い形状だが、機体設計がコマンドウルフの延長線上にあるために強度と拡張性に大きな問題を残している。後述の銀牙のデータを元にこの機体は再設計が行われ、完成型のケーニッヒウルフが誕生した。

### プロトケーニッヒウルフ
電撃ホビーマガジン2002年1月号「SMACK ZOIDS」掲載。ラビドリーウルフとは別にプロトウルフをベースとして開発された機体。ほぼ完成型のケーニッヒウルフと同様の形状をしている。実戦配備されたケーニッヒウルフはラビドリーウルフの延長線上にあるため、この機体はアーリータイプもしくはエンシェントタイプとも呼称される。

### ケーニッヒウルフ〈銀牙〉
電撃ホビーマガジン2002年1月号「SMACK ZOIDS」掲載。ケーニッヒウルフ没稿の一つ。プロトケーニッヒをさらに進化させ、格闘戦に特化させた機体。東方大陸のテクノロジーが組み込まれているとも噂され、オプションとしてマグネーザーを装備可能としている。
誰一人乗りこなせた者がいなかったため、開発者と共に機体は東方大陸へと渡り、行方不明となった。